# Gullane

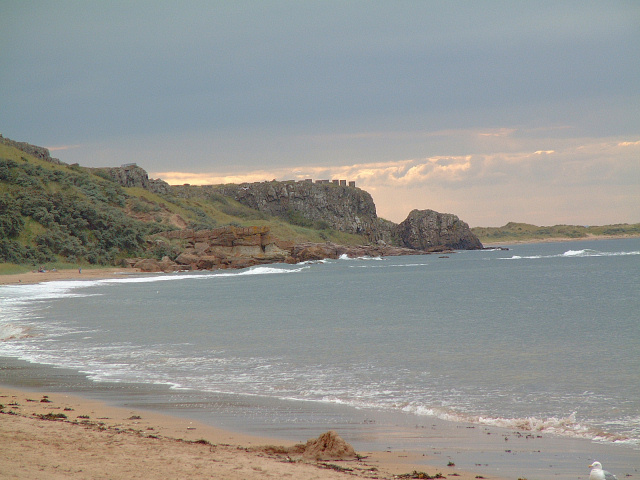
La baia di Gullane

Gullane (in gaelico scozzese: Gualainn) è una cittadina di circa 2.600 abitanti della costa sud-orientale della Scozia nord-orientale, facente parte dell'area di consiglio dell'East Lothian ed affacciata sul Firth of Forth.
La località è conosciuta per i suoi campi da golf.

## Geografia fisica
Gullane si trova a circa 5 miglia a nord-ovest di North Berwick.

## Storia
Le origini di Gullane risalgono al IX secolo, quando fu costruita una chiesa in loco, poi sostituita nel XII secolo dalla St Andrew's Kirk.

## Monumenti e luoghi d'interesse

### Saltocoats Castle
Tra i principali edifici di Gullane, figura il Saltcoats Castle, situato nella Saltcoats Road (a circa 0,5 miglia dal centro cittadino) e risalente al XVI secolo.
|  |

## Società

### Evoluzione demografica
Al censimento del 2011, Gullane contava una popolazione pari a 2.568 abitanti
La località ha conosciuto un  incremento demografico rispetto al 2001, quando contava una popolazione pari a 2.230 abitanti.